# Djivani
Djivani (in armeno Ջիվանի?, in azero Qacar o Qajar), anche Jivani, è una piccola comunità rurale del distretto di Füzuli, in Azerbaigian, fino al 2024 appartenente alla regione di Martuni nella repubblica dell'Artsakh (fino al 2017 denominata repubblica del Nagorno Karabakh).
Nel 2005 contava poco più di cento abitanti e sorge lungo la strada che conduce a Varanda, praticamente al confine con la ex regione di Hadrut di cui precedentemente faceva parte.